# William Morgan (montatore)
William Morgan (Londra, 1899 – 1964) è stato un regista e montatore britannico.

## Filmografia parziale

### Regista
- Mr. District Attorney (1941)
- Bells of Capistrano (1942)

### Montatore
- Argento vivo (Spitfire), regia di John Cromwell (1934)
- Jim Hanvey, Detective, regia di Phil Rosen (1937)
- La belva umana (Dark Command), regia di Raoul Walsh (1940)
- Quella che non devi amare (Guest Wife), regia di Sam Wood (1945)
- I racconti dello zio Tom (Song of the South), regia di Harve Foster e Wilfred Jackson (1946)